# Euphaedra acrozaleuca
Euphaedra acrozaleuca är en fjärilsart som beskrevs av Karsch 1895. Euphaedra acrozaleuca ingår i släktet Euphaedra och familjen praktfjärilar. Inga underarter finns listade i Catalogue of Life.